# Jacques Rosenbaum
Jacques Rosenbaum (* 1. Juli 1878 in Haapsalu; † 6. Januar 1944 in Berlin) war ein deutsch-baltischer, ab 1921 estnischer Architekt. Bekannt ist er vor allem für seine Jugendstil-Gebäude in Tallinn.

## Leben
Rosenbaum wurde als Jacques Gustav-Adolf Rosenbaum-Ehrenbush in eine wohlhabende Familie von Deutsch-Balten geboren. Sein Vater war Anwalt, dessen Vater wiederum war ebenfalls Architekt. Jacques Rosenbaum wuchs in Haapsalu und Tallinn auf und begann 1896 sein Studium der Chemie und Architektur am Rigaer Polytechnikum.  Er wurde im Corps Rubonia aktiv und schloss das Studium 1904 ab. Anschließend wurde er Stadtarchitekt in Dorpat, bevor er 1907 nach Reval umzog. Die ersten Projekte in Reval entsprachen noch dem Stil der Neorenaissance. Verheiratet war Rosenbaum seit 1897 mit Adrienne Kerkovius. Das Paar hatte fünf Kinder.

### Jugendstilarchitektur in Reval

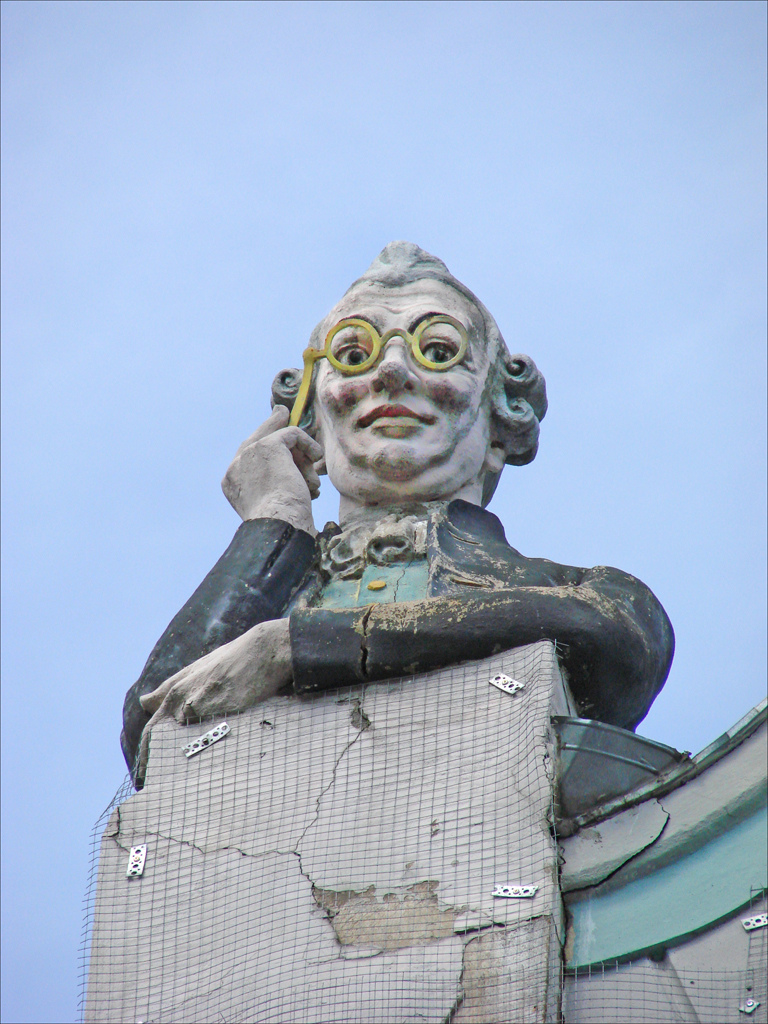
Mann mit Lorgnette, Fassade des Gebäudes Pikk 23/25

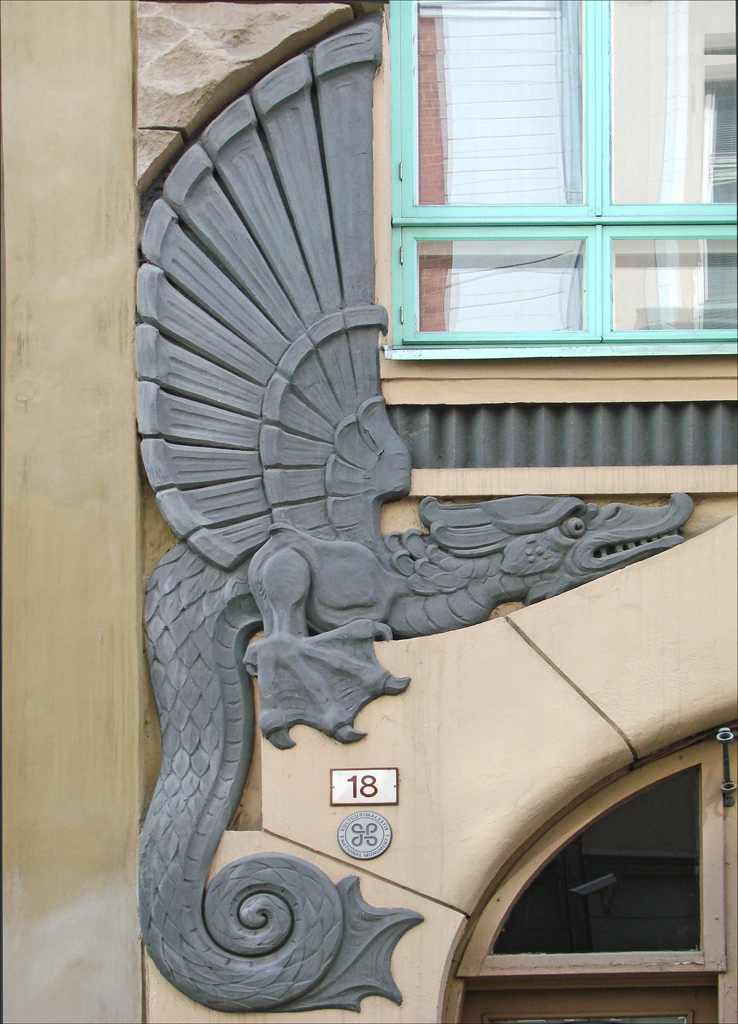
Drache an der Fassade des Gebäudes Pikk 18

Rosenbaums Arbeit in Reval brachte in der Zeit von 1907 bis 1919 einige Gebäude hervor, die im Jugendstil oder dem Jugendstil ähnelnden Formen erbaut wurden.
1908 baute Rosenbaum sein erstes Gebäude in der Pikk-Gasse in der Altstadt von Tallinn an der Hausnummer 23/25, in dem Rosenbaums Hang zur Ausschmückung der Fassaden ersichtlich ist. Aufgrund der verschiedenen Elemente ist das Gebäude nicht eindeutig einem Stil zuordenbar, sondern kombiniert Elemente des Jugendstils, der Neorenaissance und auch des Neo-Manierismus. Eine Skulptur der Fassade stellt einen alten Mann dar, der durch seine Lorgnette auf die Straße starrt, die als Grundlage für einige Geschichten bzw. Spekulationen der Stadtbewohner über diese Figur diente. Diese und andere Figuren wurden vom Rigaer Bildhauer August Volz geschaffen. Ähnlichkeiten mit den theoretischen Entwürfen von Camillo Sitte deuten darauf hin, dass Rosenbaum von Sittes Konzepten zu seinen ausschweifenden Fassaden inspiriert worden sei.
1909 stellte Rosenbaum ein anderes Projekt für eine Bank an der Straße Harju, Hausnummer 9 fertig. Der ursprüngliche Entwurf sah eine deutlich ausgefallenere Hausfassade im Jugendstil vor, der jedoch vor Fertigstellung noch revidiert und mit einer deutlich traditionelleren Fassade mit Elementen des Historizismus eröffnet wurde. Im Zweiten Weltkrieg wurde das Gebäude stark beschädigt und viele Elemente der Fassade gingen während der späteren Renovierung verloren, weshalb es heute dem Stil der Neorenaissance zuzuordnen ist.
Das Gebäude Pikk 18 wurde 1910 von Rosenbaum fertiggestellt, gleich gegenüber von Pikk 23/25, und zählt zu den bekanntesten Jugendstil-Bauten Tallinns. An der Fassade prangen zwei Drachen, die erneut von August Volz geschaffen wurden, umrahmen ein einziges, geschwungenes Fenster im Erdgeschoss – darüber sind zwei Statuen von streng blickenden ägyptischen Frauen eingelassen. Unter dem Vordach wird die Fassade thematisch von zwei Hermen abgeschlossen. Wie im Jugendstil üblich sollten diese Fassadenelemente eine bestimmte Botschaft über die Funktion oder Bedeutung des Gebäudes vermitteln, allerdings besteht bei diesem Gebäude kein Konsens darüber, was die beabsichtigte Symbolik sein soll.
Ein weiteres Projekt war das Zinshaus an der Roosikrantsi 15, das Rosenbaum von 1911 bis 1912 für Gustav Leppenberg baute. Die symmetrische Fassade vereinigt Jugendstilelemente und Elemente des Barock. In diesem Gebäude sieht Rosenbaums Biographin Karin Hallas-Murula Einflüsse der deutlich lebhafteren Jugendstil-Szene in Riga, als auch Einflüsse der Architekten Michail Ossipowitsch Eisenstein und Otto Wagner. Neben Wohnhäuser projektierte er auch Fabrikgebäude (Fahle Zellulose-Fabrik; Grünewaldt Leder-Fabrik); Krankenhäuser (Gebäude in psychiatrische Klinik Seewald) und ein jüdisches Mausoleum.

### Spätere Karriere
Rosenbaum zog 1919 nach Greifswald, kehrte jedoch ein Jahr später wieder nach Tallinn zurück, wo er 1921 die estnische Staatsbürgerschaft annahm und Gesellschafter eines Architekturbüros wurde. Sein Baustil war jedoch aus der Mode geraten und für die junge estnische Nation wurden andere Ideale in der Architektur gesucht, weshalb die späteren Bauten bescheidener ausfielen.
1928 zog Rosenbaum wieder nach Deutschland und trat dort zum 1. Mai 1932 zusammen mit seiner Frau der NSDAP bei (Mitgliedsnummer 1.101.640). In den 1930ern arbeitete er als Techniker für die Luftwaffe, 1942 wechselte er in das Reichsministerium für Bewaffnung und Munition, 1943 wurde er Berater im besetzten Riga für die Organisation Todt. Wegen seines schlechten Gesundheitszustands kehrte er im selben Jahr nach Berlin zurück, wo er am 6. Januar 1944 verstarb.

## Werke
| Gebäude | Adresse                                   | Fertigungszeit | Foto |
| --- | ----------------------------------------- | -------------- | ---- |
| Reichmann’s Gebäude                                                                                             | Pikk 23/25, Tallinn                       | 1908–1909      |      |
| Levinovich’s Mausoleum (zerstört)                                                                               | Friedhof Siselinna, Tallinn               | 1910           |      |
| Herrenhaus Laupa                                                                                                | Järvamaa, Estland                         | 1910–1913      |      |
| Leppenberg’s Apartmenthaus                                                                                      | Roosikrantsi 15, Tallinn                  | 1912           |      |
| Seemänner Haus                                                                                                  | Uus-Sadama 14/Tuukri 13, Tallinn          | 1924–1926      |      |
| Ferdinand Treublut’s Haus (Drakonigalerie)                                                                      | Pikk 18, Tallinn                          | 1909–1910      |      |
| Höppener & Co Bank                                                                                              | Harju 9, Tallinn                          | 1908–1909      |      |
| Eigene Häuser                                                                                                   | Pirita Str. 10 (zerstört) und 12, Tallinn |                |      |
| Psychiatrische Klinik Seewald - 4 Krankenhäuser (mit Erich Jacoby und Ernst Boustedt) - Doktors Haus (umgebaut) | Paldiski Str. 52, Tallinn                 | 1908–1910      |      |
| Gebäude in Fahle Zellulose-Fabrik - Feuerwehrdepot - Administrationsgebäude - Gebäude neben Tartu Str.          | Masina 20; 22, Tallinn                    | 1911–1914      |      |